# Karl Jung (Geophysiker)
Karl Theodor Jung (* 8. Oktober 1902 in Frankfurt am Main; † 28. April 1972 in Kiel) war ein deutscher Geophysiker.

## Leben
Karl Jung, ein Urenkel von Heinrich Hoffmann, dem Verfasser des Struwwelpeter, war von etwa 1931 bis 1941 Observator am Geodätischen Institut in Potsdam-Babelsberg. 1939 wurde er zum apl. Professor an der Technischen Hochschule Berlin ernannt; von 1941 bis 1944 hatte er eine Professur für Geophysik an der Reichsuniversität Straßburg inne. Zur Armee eingezogen, wurde er dort für Vermessungsaufgaben, die Berechnung von Flugbahnen und die Ortung von Kanonen eingesetzt. 1945 übernahm Jung die Aufgaben seines Zwillingsbruders Heinrich Jung an der Bergakademie in Clausthal-Zellerfeld, dieser hatte dort als Professor für Geophysik gelehrt. Heinrich Jung war 1945 zum Kriegsdienst einberufen worden und in den letzten Kriegstagen bei Lauenburg gefallen. 
Karl Jung lehrte an der Bergakademie neben Geophysik auch Mathematik, Physik und Musik. Von 1956 bis 1971 wirkte Karl Jung als ordentlicher Professor der Geophysik an der Universität Kiel. Forschungsaufenthalte führten ihn nach Columbus, Ohio, und nach Ägypten.
Zweimal war Jung Vorsitzender der Deutschen Geophysikalischen Gesellschaft. 

## Forschungsschwerpunkte
Jung beschäftigte sich vorrangig mit Forschungen zum Schwerefeld und zur Figur der Erde sowie mit Methoden der Angewandten Geophysik, insbesondere in der Gravimetrie. Im Rahmen der Reichsvermessung führte er Drehwaage-Messungen durch.

## Buchveröffentlichungen
- Kleine Erdbebenkunde. Verständl. Wiss., 37, Springer-Verlag, Berlin 1938
- Schwerkraftverfahren in der Angewandten Geophysik. Akad. Verlagsges. Geest & Portig, Leipzig 1961

## Handbuchveröffentlichungen
- Gravimetrische Methoden der Angewandten Geophysik. Handbuch der Experimentalphysik, Band 25, 3. Teil., S. 49–208, Akad. Verlagsges., Leipzig 1930
- Figur der Erde. Handbuch der Physik 47, S. 534–639, Springer Verlag, Berlin, Göttingen, Heidelberg 1956